# Kapala iridicolor
Kapala iridicolor är en stekelart som först beskrevs av Cameron 1904.  Kapala iridicolor ingår i släktet Kapala och familjen Eucharitidae. Inga underarter finns listade i Catalogue of Life.